# Brooks Kerr
Chester Monson Brooks Joseph Kerr III (New Haven, 26 december 1951 - New York, 28 april 2018) was een Amerikaanse jazz-pianist.
Kerr begon piano te spelen toen hij twee jaar was. Hij was een student van Willie "The Lion" Smith en studeerde ook aan de Manhattan School of Music en Juilliard. Brooks Kerr had een grote kennis van de muziek van Duke Ellington en voerde het vaak uit. Hij leidde een groep met Sonny Greer en Russel Procope, waarmee hij optrad in clubs en hotels in en rond New York. Greer en Procope waren twee muzikanten die voor Ellington hebben gewerkt. Ook nam hij deel aan verschillende Ellington-tribute-projecten, waaraan voormalige bandleden meewerkten, zoals Ray Nance en Francis Williams.
Hij speelde veel in jazzcafé’s en hotels in en rondom New York, waar hij op 66-jarige leeftijd overleed in 2018.

## Discografie
- Soda Fountain Rag, Chiaroscuro, 1975
- Prevue (Brooks Kerr-Paul Quinichette Quartet, met Sam Woodyard en Gene Ramey), Famous Door, 1976
- Salutes Fats Waller, Blue Wail Records
- Salutes Irving Berlin, Blue Wail Records, 1981
- Salutes Duke Ellington